# 아마도 마지막 존재
《아마도 마지막 존재》는 매주 수요일 저녁 1시에 KBS 춘천1TV에서 방송하는 한국방송공사의 교양 프로그램이다.

## 기획의도
한반도의 동쪽, 한 발짝 느리게 발전하는 변두리. 그러나 그만큼 '사라져 가는 것들'을 조금 더 오래 볼 수 있는 곳.
당신이 무심결에 마주쳤던 익숙하고 사소한 것들은 이제 <아마도 마지막 존재>일지 모른다.
아날로그의 경계, 그 끝에서 새로운 로컬 스토리텔링을 시작한다!